# Изобретение
Изобрете́ние — решение технической задачи, относящееся к материальному объекту — продукту или процессу (способу) осуществления действий над материальным объектом с помощью материальных средств.
Альтернативное определение: изобретение — созданное человеком средство (способ) для управления силами природы, с помощью которого по-новому и нетривиальным образом решается какая-либо проблема в любой области человеческой деятельности. Результат творческой (эвристической) деятельности, основанной на интуиции, знаниях и жизненном опыте, которые поддерживают методы изобретательского творчества.
По большей части существующие определения «изобретения» прибегают к понятиям о новизне, о невещественной природе изобретения, об искусственном характере изобретения (в том смысле, что оно должно быть продуктом человеческой деятельности), о творческом характере усилий, направленных на создание изобретения, о наличии преобразующего материю начала в изобретении и т. п. Как можно видеть, любые определения, опирающиеся на столь размытые категории, толкуют неясное через еще более неясное. Поэтому будет логичнее выводить содержание категории «изобретение» из общих положений законодательства о результатах интеллектуальной деятельности по остаточному принципу после применения специальных положений, устанавливающих, что не является изобретением.
Чтобы изобретение стало возможным, необходимо наличие ряда объективных и субъективных предпосылок. С момента изобретения до его практической реализации может пройти немало времени. Например, А.Н. Лодыгин изобрел электрическую лампочку накаливания в 1874 году, однако лишь в 1878 году Т. Эдисон смог создать долговечную и дешевую лампочку, которую стало возможным запустить в массовое производство. Изобретения могут быть результатом деятельности научно-исследовательских организаций, могут возникать в ходе производственной деятельности компаний, когда какой-либо сотрудник компании работает над решением производственной задачи, также идея изобретения может появиться у изобретателей, которые действуют самостоятельно.
В ряде стран изобретение является объектом интеллектуальной собственности, а точнее — промышленной собственности.
В ряде стран изобретение является объектом нематериального имущества, то есть имуществом является субъективное право (точнее — исключительное право), а не вещный или иной результат его реализации (объект вещного права или процесс).
Являясь объектом права авторства (личного неимущественного права), изобретение не является объектом авторских прав. Любые аналогии из авторского права применимы к изобретению лишь постольку, поскольку объекты авторских прав и изобретения относятся к результатам интеллектуальной деятельности. Однако такие характерные черты авторского права, как отсутствие каких-либо формальностей для возникновения прав и, по сути, экстерриториальное действие авторских прав на основании международных договоров, для патентного права совершенно не характерны.
Права на изобретение регулируются патентным законодательством и удостоверяются патентом.